# الیسون جولی
الیسون جولی (انگلیسی: Allison Jolly؛ زادهٔ ۴ آگوست ۱۹۵۶) قایقران قایق بادبانی اهل ایالات متحده آمریکا بود.
وی در مسابقات کشوری و بین‌المللی در مجموع برندهٔ ۱ مدال طلا شده‌است.